# Capucijnenklooster (Maastricht)
Het Capucijnenklooster is een voormalig klooster van de minderbroeders kapucijnen in het centrum van de Nederlandse stad Maastricht. De zeventiende-eeuwse kloosterkerk en restanten van de kloostervleugels zijn bewaard gebleven en zijn voor een deel beschermd als rijksmonument.

## Geschiedenis
In 1609 werd de Orde der Kapucijnen (Ordo Fratrum Minorum Capucinorum) geïntroduceerd in Maastricht, ondanks een toen bestaand verbod op nieuwe kloosterstichtingen. Hun taak bestond, naast hun religieuze verplichtingen als kloosterlingen, uit de verzorging van pestlijders. Om die reden werd het terrein aan de Bogaardenstraat hen gratis ter beschikking gesteld door het stadsbestuur. In 1611 begon de bouw van het klooster en in 1615 werd het klooster ommuurd op voorwaarde dat de tuin op gezette tijden publiek toegankelijk was.
Na de verovering van Maastricht door Frederik Hendrik in 1632 werden beperkende maatregelen opgelegd aan het klooster, onder meer wat betreft de omvang, die tot 22 monniken beperkt werd. In 1673 werd het klooster beschadigd tijdens de belegering door de Fransen, maar later weer hersteld. Na een brand in 1681 moest de kerk opnieuw worden hersteld. In 1708 werd de kerk (opnieuw?) ingewijd door bisschop d'Ongnies van Roermond. Twee jaar na het beleg van 1794 werd het klooster door de Fransen opgeheven. De kloostergebouwen werden ingericht als kazerne en de kloosterkerk werd een militair magazijn.
In 1839 kregen de joodse burgers van Maastricht een deel van het voormalige kloosterterrein voor de bouw van een synagoge. Het overige deel werd in gebruik genomen door de Broeders van de Onbevlekte Ontvangenis van Maria, die er enkele onderwijsinstellingen in onderbrachten: een lagere school, later ook MULO-onderwijs en een gymnastiekzaal. Omstreeks 1880 werden de kloostervleugels gesloopt of verbouwd tot wasserij van het naburige Miséricordeklooster. In 1921 werd op het binnenterrein de Sint-Bernardusschool gebouwd. Van 1985 tot 2016 was hier het filmhuis Lumière Cinema gevestigd. In 2018 werd het complex door de gemeente Maastricht per opbod verkocht. De nieuwe eigenaar, een projectontwikkelaar, wilde er vier stadswoningen in onderbrengen. Anno 2020 is er nochtans niets van die plannen terechtgekomen en wordt het leegstaande pand beheerd door enkele antikrakers.

## Erfgoed

### Kloosterkerk
De kloosterkerk werd gebouwd in 1615, dankzij een schenking van baron Adriaan van Vlodrop, wiens wapenschild op de voorgevel prijkt. Na een brand in 1681 moest de kerk (deels?) worden herbouwd. Sinds 1966 is het gebouw een rijksmonument. Het is een eenvoudige zaalkerk onder een zadeldak. De kerk verloor in 1796 haar religieuze functie en werd wapenopslagplaats, later onder meer gymzaal en filmhuis. De westgevel is een puntgevel met twee grote rondboogvensters met roedenverdeling. Centraal in de gevel bevinden zich van onder naar boven: de rondbogige entree, een rondbogige nis (met een beeldje van Maria), een geheel rond venster (oeil de boeuf), de genoemde wapensteen en een klein rondboogvenster. De zuidgevel bevat rondboogvensters en blinde rondboognissen.

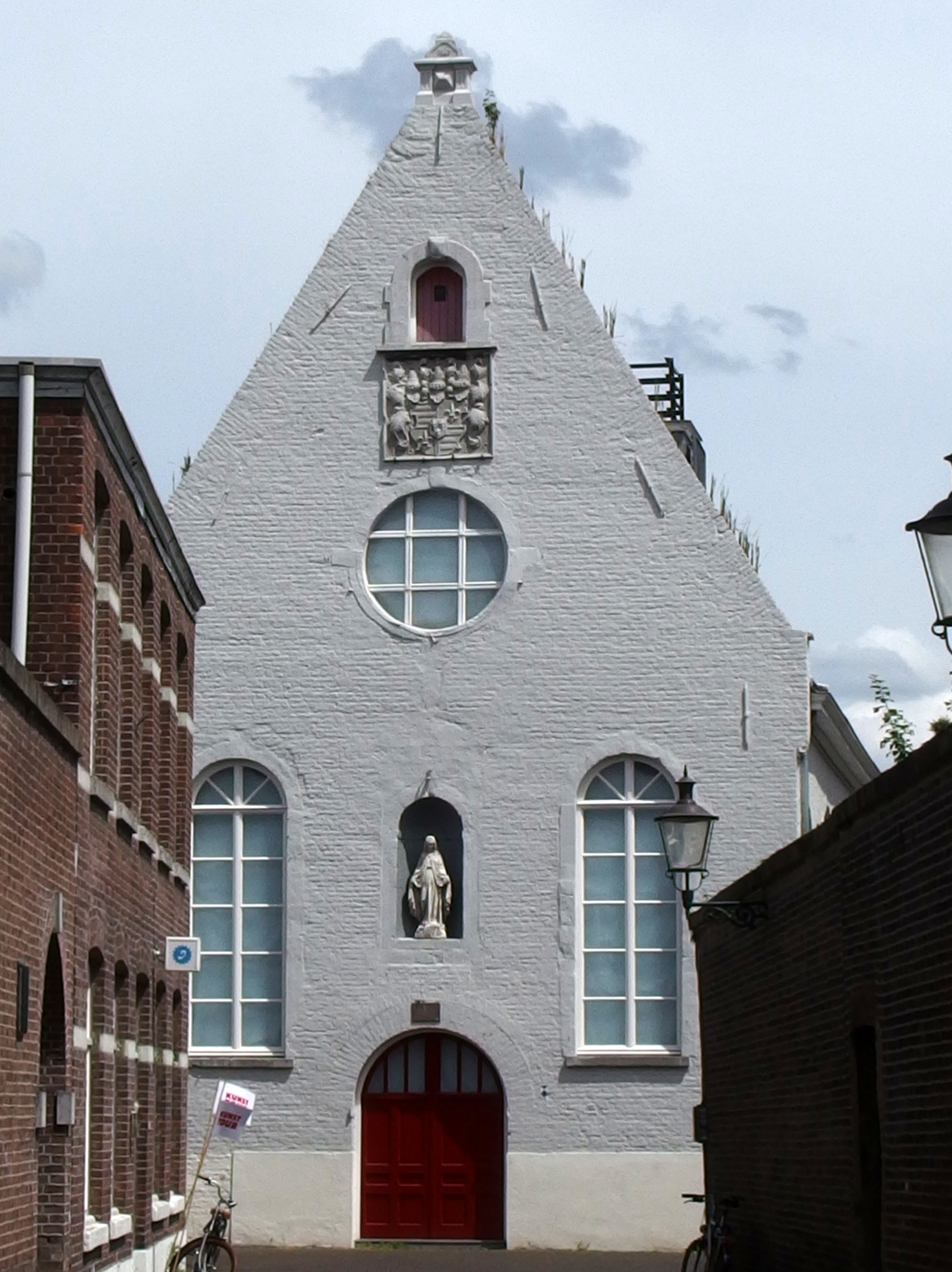
Westgevel
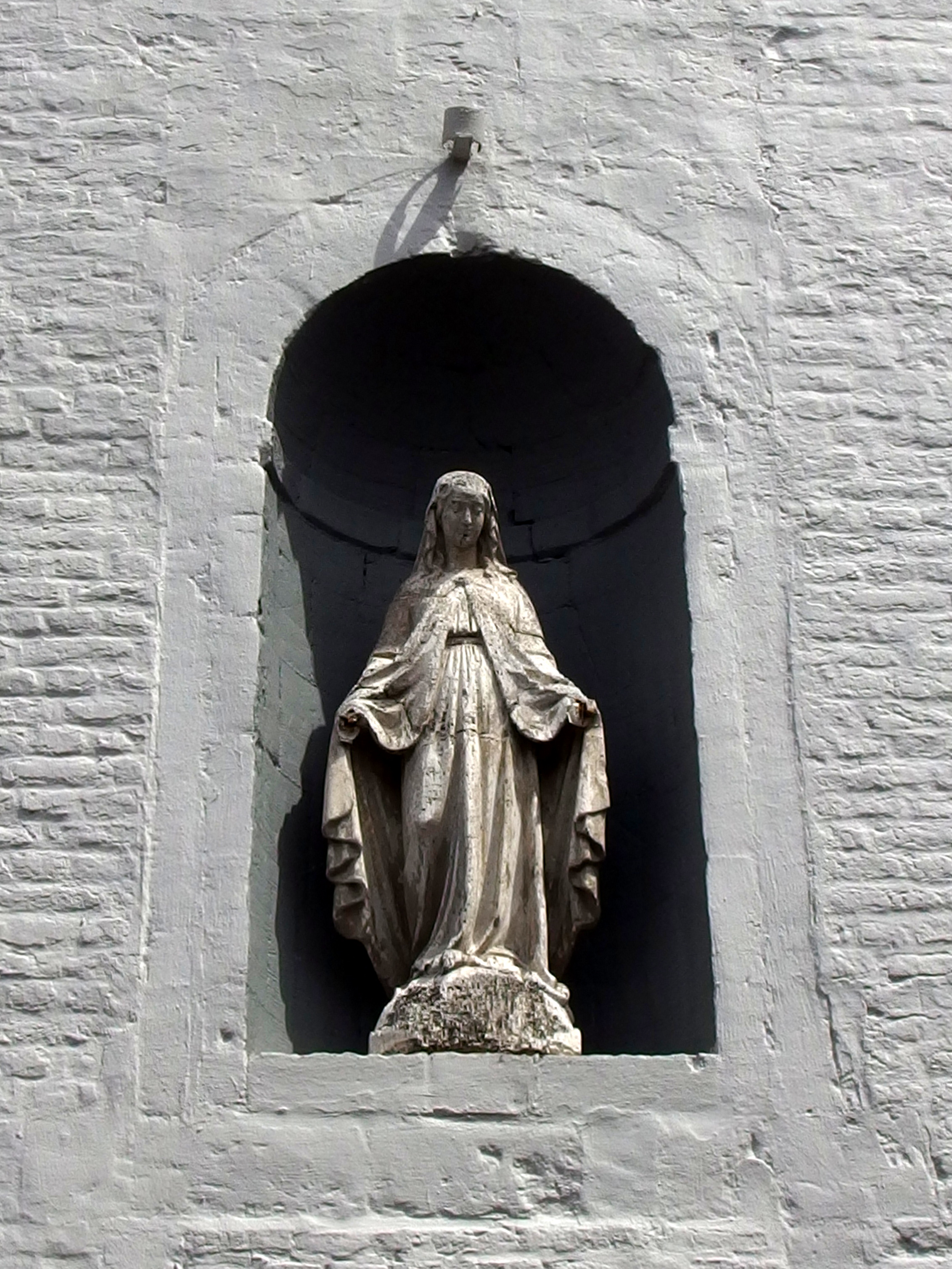
Detail: Mariabeeld in nis
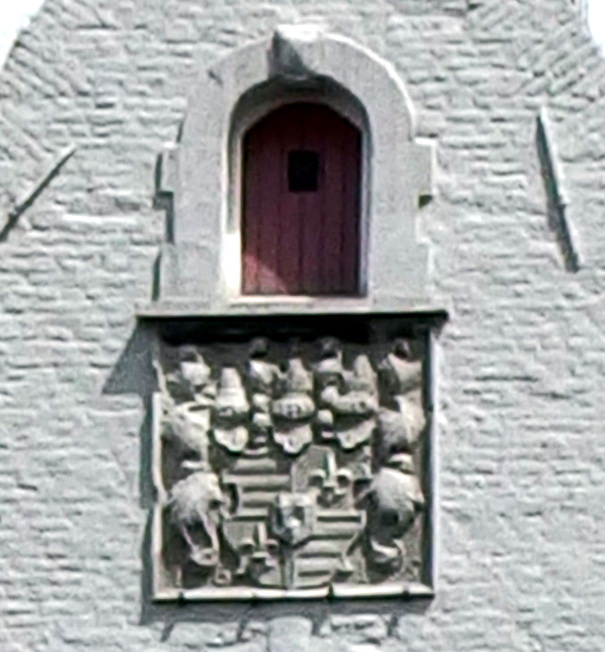
Detail: wapensteen
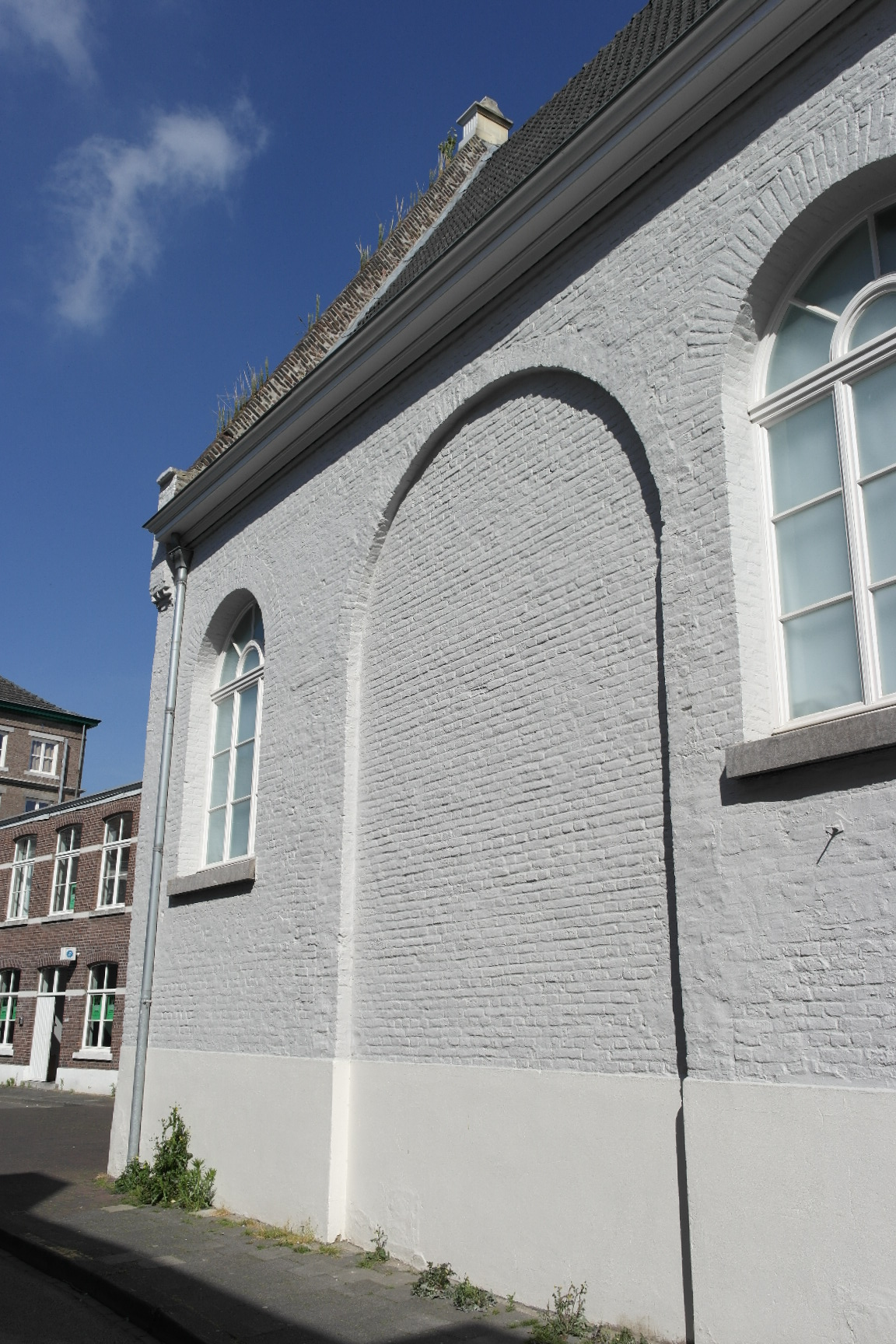
Zuidgevel

### Kloostervleugels en andere gebouwen
Van het klooster resten mogelijk nog delen van de oost- en noordvleugel. Die laatste kreeg in 1885 een nieuwe gevel aan de Bogaardenstraat in neorenaissancestijl met een trapgevel. De kloostervleugels vormen een gemeentelijk monument.
Aan de Capucijnengang staat naast de kloosterkapel een vermoedelijk laat-negentiende-eeuws schoolgebouw, waarin later een hoedenfabriek was gevestigd. Het eenvoudige bakstenen gebouw is sinds 2006 het productiehuis van Intro in situ, een centrum voor hedendaagse muziek. De Sint-Bernardusschool is een symmetrisch gebouw met twee bouwlagen, dat in 1921 naar ontwerp van Alphons Boosten en Jos Ritzen tot stand kwam. De ingang van het enigszins verscholen schoolgebouw is via een poort aan de Capucijnengang. De hoofdgevel is georiënteerd op het schoolplein aan de oostzijde. De gevel bevat grote ramen met geledingen, die enigszins aan de Amsterdamse School doen denken. Naast de centraal gepositioneerde hoofdingang bevinden zich beelden van Maria en Sint-Bernardus en een gedenksteen uit 1921. In 1994 is de school verbouwd tot kinderdagverblijf.
Op het nabije Miséricordeplein is nog een muurrestant van de begraafplaats van de kapucijnen bewaard gebleven. Het zogenaamde 'Huis in de Tuin' diende mogelijk als pesthuis op dit armenkerkhof.

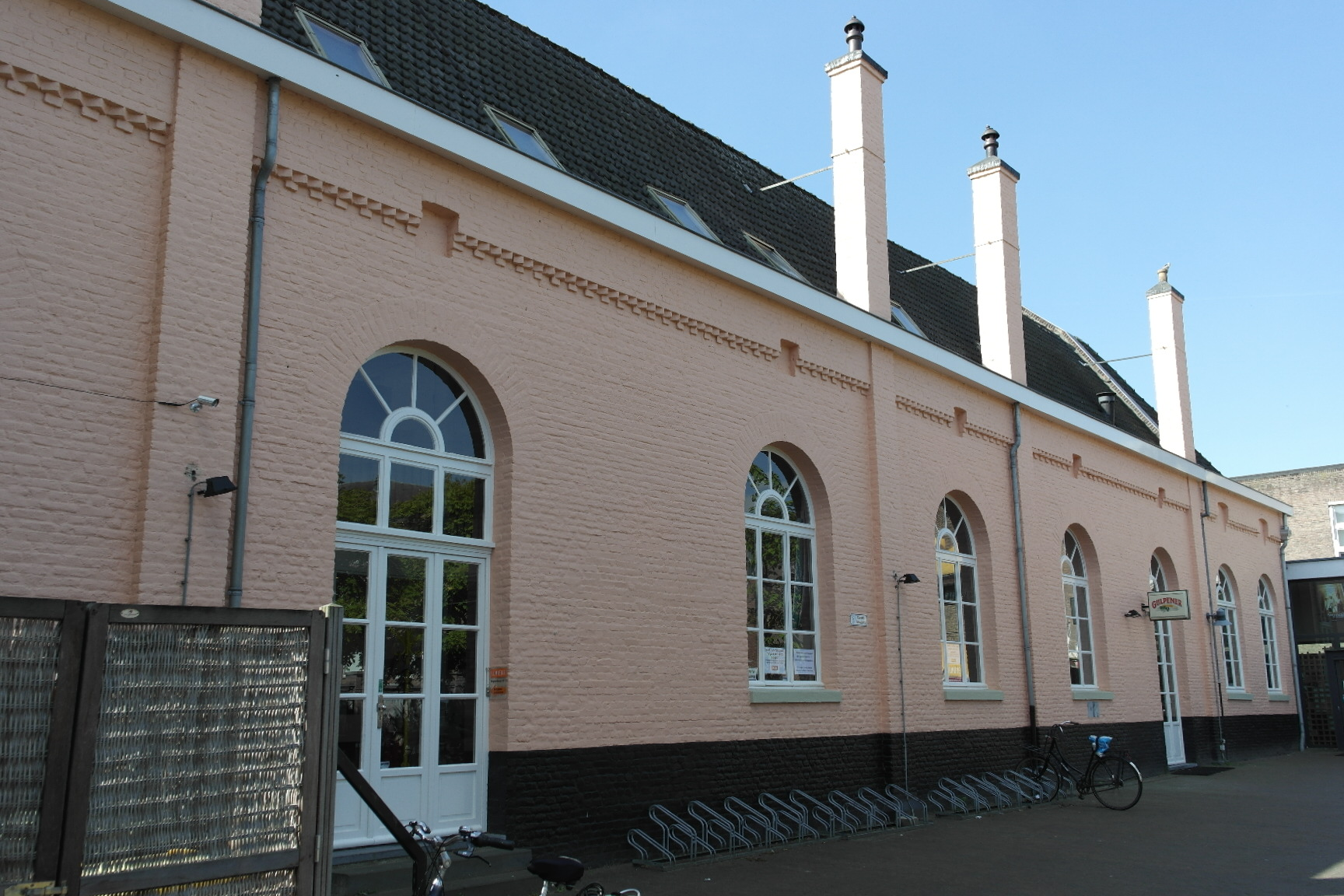
Noordvleugel
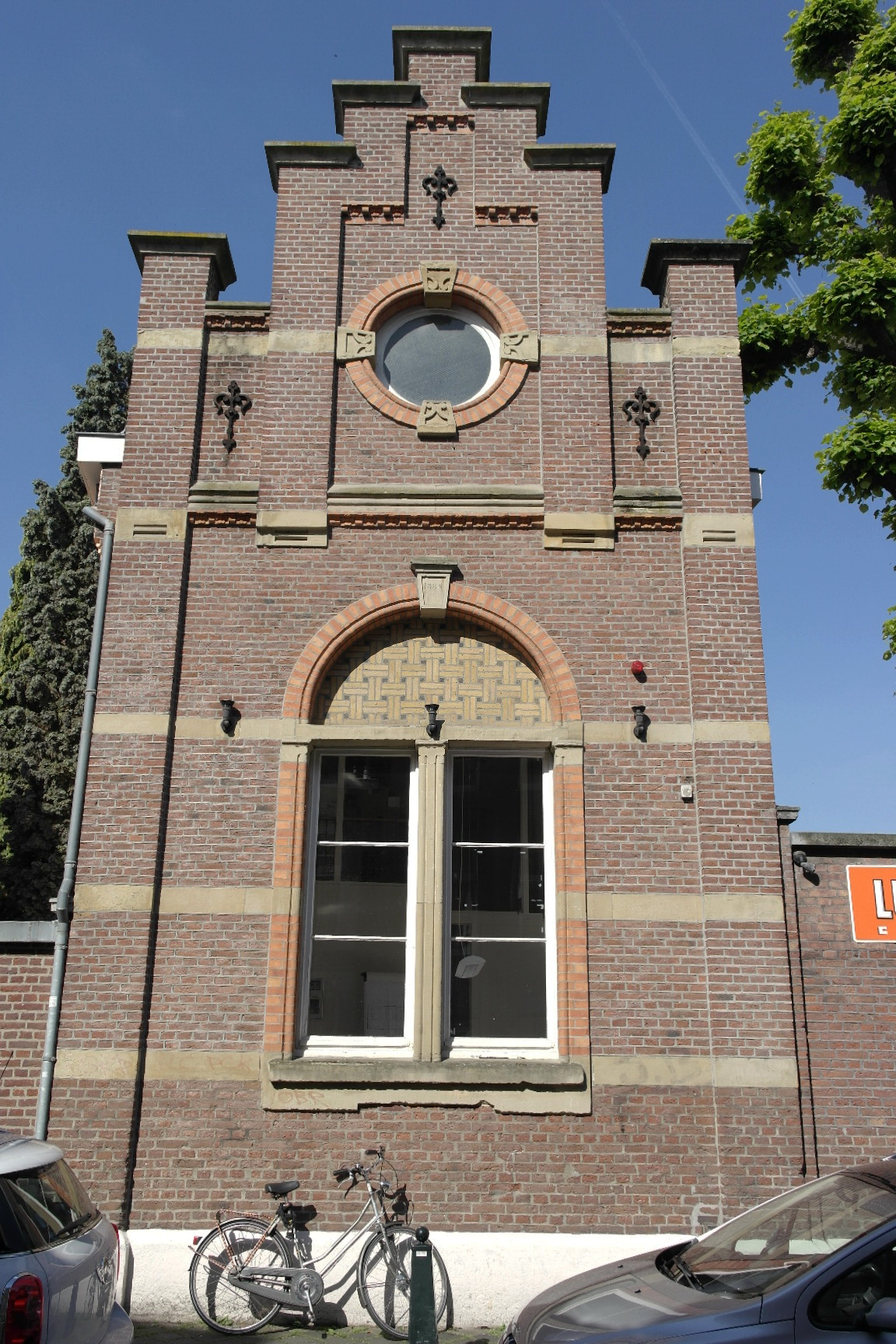
Kopgevel uit 1885
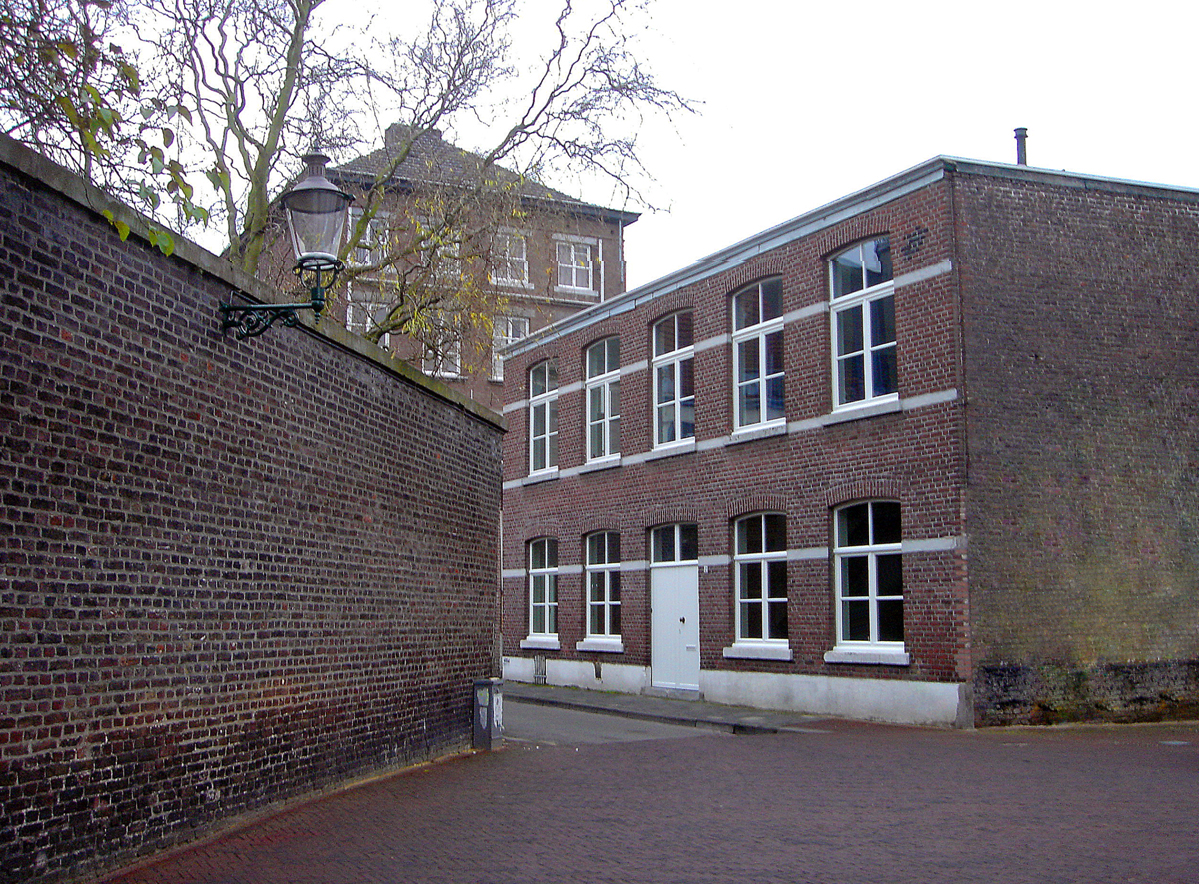
Gebouw Intro in situ
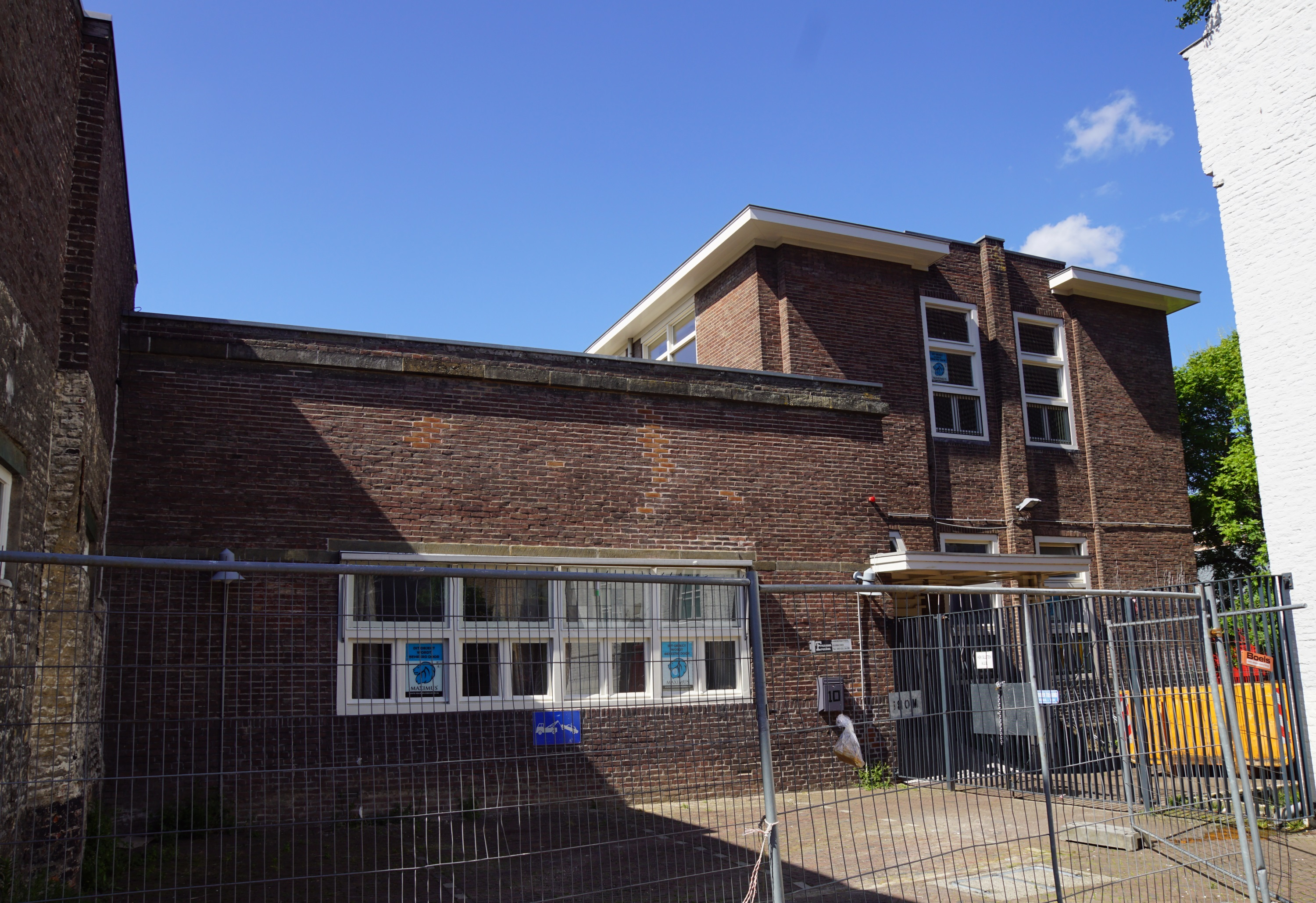
Zijgevel St. Bernardusschool